# Скаполі
Скаполі (італ. Scapoli) — муніципалітет в Італії, у регіоні Молізе,  провінція Ізернія.
Скаполі розташоване на відстані близько 135 км на схід від Рима, 55 км на захід від Кампобассо, 16 км на захід від Ізернії.
Населення — 699 осіб (2014).
Щорічний фестиваль відбувається 23 квітня. Покровитель — святий Юрій.

## Демографія
Населення за роками:

Станом на 1 січня 2023 року в муніципалітеті офіційно проживав 31 іноземець з 15 країн, серед них 18 громадян країн Євросоюзу та 1 громадянин України.

## Сусідні муніципалітети
- Коллі-а-Вольтурно
- Філіньяно
- Роккетта-а-Вольтурно